# Dilophus oceanus
Dilophus oceanus is een muggensoort uit de familie van de zwarte vliegen (Bibionidae). De wetenschappelijke naam van de soort is voor het eerst geldig gepubliceerd in 2001 door Haenni & Baez.